# 슈슈터선

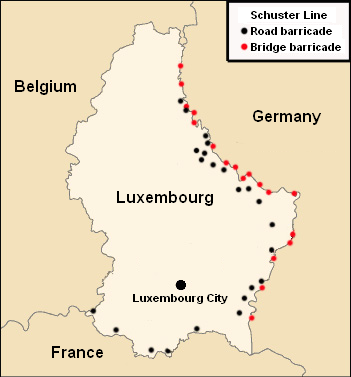
슈슈터 선이 설치된 곳의 지도

슈슈터선(룩셈부르크어: Schuster-Linn)은 제2차 세계 대전 바로 직전 독일과 프랑스 국경을 따라 룩셈부르크 정부가 세운 장벽과 바리케이드의 이름이다. 이 장벽의 명칭은 룩셈부르크의 교량과 고속 도로 수석 엔지니어인 요제프 슈스터의 이름을 따서 지어졌다.
슈스터 선은 41개의 콘크리트 블록과 철문들로 이루어져 있었으며, 그중 18개의 다리막이 블록과 18개의 길막이 블록이 독일 쪽에 지어졌으며, 5개의 길막이 블록이 프랑스 국경에 세워졌다.
이 바리케이드는 내륙 1마일 지점에 지그 재그 형태로 세워졌으며, 양쪽에 철조망이 쳐져 있었다. 또한 9개의 라디오 초소가 있었으며, 여기에서 얻는 정보를 룩셈부르크 수도의 St Espirit 병영으로 보내게 되어 있었다. 그럼에도 불구하고, 1940년 5월 10일 룩셈부르크 침공 당시 슈스터 선은 독일군의 전진 속도를 크게 늦추지 못했다.

## 같이 보기
- 마지노선

## 참고 문헌
- Nilles, Léon N.: "Die Schusterlinie: Ein Betonklotz gegen die Wehrmacht." In: Lëtzebuerger Journal 53 (2000), Nr. 88 (9. May), pp. 10–11. OCLC 54517360
- Milmeister, Jean: "Sturm auf die "Schusterlinie." In: Letzeburger Sonndesblad 113 (1980), Nr.19, p. 6.